# Список эпизодов телесериала «Новости»
«Новости» (англ. The Newsroom — ньюсрум) — американский драматический телесериал о работе новостного отдела вымышленного кабельного телеканала. Автор идеи — Аарон Соркин. В главной роли — Джефф Дэниэлс. Режиссёром пилотной серии выступил Грег Моттола. Премьера состоялась 24 июня 2012 года на канале HBO. Сериал продлён на второй сезон, первая серия которого вышла в июле 2013 года. 3 сентября 2013 года HBO продлил сериал на третий сезон, ставший последним.

## Обзор сезонов
| Сезон | Сезон | Эпизоды | Оригинальная дата выхода | Оригинальная дата выхода |
| Сезон | Сезон | Эпизоды | Премьера сезона          | Финал сезона             |
| ----- | ----- | ------- | ------------------------ | ------------------------ |
|       | 1     | 10      | 24 июня 2012 года        | 26 августа 2012 года     |
|       | 2     | 9       | 14 июля 2013 года        | 15 сентября 2013 года    |
|       | 3     | 6       | 9 ноября 2014 года       | 14 декабря 2014 года     |

## Список эпизодов

### Сезон 1 (2012)
| No. | #  | Название                                  | Режиссёр            | Сценарист                 | Дата выхода     | Зрители США (миллионы) |
| --- | -- | ----------------------------------------- | ------------------- | ------------------------- | --------------- | ---------------------- |
| 1 | 1  | «Мы просто так решили»                    | Грег Моттола        | Аарон Соркин              | июнь 24, 2012   | 2,14                   |
| После своего резкого выступления в ходе дебатов в Северо-Западном университете, известный телеведущий Atlantis Cable News (ACN) Уилл Макэвой по возвращении из отпуска обнаруживает, что большая часть коллектива покинула его программу Вечерние новости. Новым исполнительным продюсером становится бывшая девушка Уилла Маккензи Макхейл. Последние новости о возможном катастрофическом разливе нефти в Мексиканском заливе привлекает внимание её подчинённого Джима Харпера, который предлагает сфокусироваться на возможно экологическом уроне, а не поисках пропавших рабочих. Вечерние новости посвящают выпуск только этому событию, используя эксклюзивных источники. Маккензи советует Джиму начать ухаживать за Мэгги Джордан, несмотря на (или же по причине) её разрыв с ушедшим продюсером программы Доном Кифером. Маккензи повышает Мэгги с должности ассистента Уилла до ассоциированного продюсера. Начало серии происходит 30 марта 2010 года, далее - 20 апреля 2010 года. |    |                                           |                     |                           |                 |                        |
| 2 | 2  | «Вечерние новости 2.0»                    | Алекс Грейвз        | Аарон Соркин              | июль 1, 2012    | 1,68                   |
| Маккензи берёт в свои руки работу над новой инкарнацией Вечерних новостей, нанимая красивую и умную экономистку Слоун Сэббит для ночного сегмента. Джим берёт на себя вину Мэгги при подготовительной работе над репортажем о Arizona SB 1070, в частности - подбор сомнительных комментаторов. События серии происходят 23 апреля 2010 года. |    |                                           |                     |                           |                 |                        |
| 3 | 3  | «112-й Конгресс»                          | Грег Моттола        | Аарон Соркин и Гидеон Яго | июль 8, 2012    | 2,21                   |
| Во время авторского комментария Уилл извиняется за предыдущие эфиры и обещает зрителям лучшее шоу, чем злит CEO материнской компании телеканала. Джим помогает Мэгги во время приступа панической атаки. Дон представляет ведущего 22-часового выпуска новостей Эллиота. Действие серии происходит 3 ноября 2010 года, флэшбеки - с апреля по ноябрь этого года. |    |                                           |                     |                           |                 |                        |
| 4 | 4  | «Я постараюсь исправить тебя»             | Алан Пол            | Аарон Соркин              | июль 15, 2012   | 1,94                   |
| Уилл становится объектом внимания таблоидов из-за ссоры с колумнисткой, специализирующейся на слухах. Дон просит Мэгги организовать свидание Джима с её соседкой. Парень Маккензи делает сюжет о неспособности государства наказывать виновных в финансовых преступлениях. Действие серии происходит с 31 декабря 2010 года по 8 января 2011 года, во время покушения на Габриэль Гиффордс. |    |                                           |                     |                           |                 |                        |
| 5 | 5  | «Амин»                                    | Дэниель Минахан     | Аарон Соркин              | июль 22, 2012   | 1,95                   |
| Освещая события египетской революции, команда также проявляет интерес к событиям в Мэдисоне, штат Висконсин. Местный губернатор планирует сбалансировать бюджет за счёт учителей и других бюджетников. Уилл в эфире рассказывает конспирологическую теорию о целях политической деятельности братьев Кох (Дэвида и Чарльза). Действие серии разворачивается с 10 по 14 февраля 2011 года. |    |                                           |                     |                           |                 |                        |
| 6 | 6  | «Агрессоры»                               | Джереми Подесва     | Аарон Соркин              | июль 29, 2012   | 1,74                   |
| Слоун выходит в 22-часовой эфир в ходе аварии на Фокусиме из-за землетрясения, но качество сделанного интервью может стоить ей работы. Уилл, борющийся с бессонницей с помощью терапевтических сеансов, проводит жаркое интервью с помощником республиканского кандидата в президенты Риком Санторумом. События серии проходят с 1 по 13 апреля. |    |                                           |                     |                           |                 |                        |
| 7 | 7  | «5/1»                                     | Джошуа Марстон      | Аарон Соркин              | август 5, 2012  | 1,76                   |
| В ходе вечеринки у Уилла, Чарли получает звонок от анонимного источника, обещающем прислать электронное письмо от секретаря Белого Дома. Сообщение указывает на готовящееся общенациональное послание президента США. Журналисты отправляются в ньюзрум, где рассматриваются возможные темы для такого шага. Версия об убийстве Усамы бен Ладена, пока базировавшаяся на косвенных доказательствах (запись в Twitter актёра Дуэйна Джонсона), в итоге получает подтверждение, после чего о ней сообщают "Вечерние новости". Действие эпизода разворачиваются 1 мая 2011 года. |    |                                           |                     |                           |                 |                        |
| 8 | 8  | «Конец света. Часть I: Мясо зрителю»      | Лесли Линка Глаттер | Аарон Соркин              | август 12, 2012 | 1,84                   |
| Рейтинги Вечерних новостей падают из-за отказа освещать таблоидные скандалы. Уилл и Мак решают привлечь аудиторию с помощью республиканских дебатов. разочарована игнорированием темы достижения потолка государственного долга, а Чарли узнаёт личность информатора АНБ. Действие серии длится с 27 мая по 1 июня 2011 года. |    |                                           |                     |                           |                 |                        |
| 9 | 9  | «Конец света. Часть II: Дебаты понарошку» | Алан Пол            | Аарон Соркин              | август 19, 2012 | 1,96                   |
| Отключение света прерывает интервью, способное прекратить карьеру конгрессмена Энтони Вайнера. Уилл со своей командой готовится представить представителям Республиканской партии новый формат дебатов: в них вместо кандидатов на вопросы отвечают журналисты телеканала, использующие цитаты политиков. Джим решает препятствовать возможному использованию Соломона Хэнкока, информатора из АНБ. Лиза в ходе интервью с Хэнкоком начинает действовать не по сценарию, а Нил троллит собеседника. События происходят между 1 и 3 июня 2011 года. |    |                                           |                     |                           |                 |                        |
| 10 | 10 | «Наивный дурак»                           | Грег Моттола        | Аарон Соркин              | август 26, 2012 | 2,30                   |
| Из-за язвы желудка Уилла госпитализируют в больницу. Там он узнаёт о жительнице штата Теннеси, не способной участвовать в выборах из-за Voter ID laws; эта тема становится ключевой после его выздоровления. Чарли сообщает Соломону, что телеканал не может использовать его интервью из-за сложившихся вокруг него репутации, позже Хэнкок совершает суицид. Слоун пытается привлечь внимание к обсуждению в Конгрессе проблемы госдолга, параллельно обдумывая предложение о новом трудоустройстве. Уилл, Мак и Чарли встречаются с владельцами телеканала Леоной и Ризом, в ходе которой наружу выходят многие противоречия. Колумнистка TMI Нина Говард узнаёт, что освещая убийство Бен Ладена Макэвой был в наркотическом опьянении. Угрозу удаётся обезвредить, так как эти данные попали к журналу через взлом голосовой почты Маккензи. Эпизод происходит с 1 по 8 августа 2011 года.                                                                                                  |    |                                           |                     |                           |                 |                        |

### Сезон 2 (2013)
| No. | # | Название                                              | Режиссёр            | Сценарист                                                                          | Дата выхода       | Зрители США (миллионы) |
| --- | - | ----------------------------------------------------- | ------------------- | ---------------------------------------------------------------------------------- | ----------------- | ---------------------- |
| 11 | 1 | «Первое, что мы делаем, давайте убьем всех адвокатов» | Алан Пол            | Сюжет: Ян Рейхбах и Аарон Соркин Телесценарий: Аарон Соркин                        | июль 14, 2013     | 2,22                   |
| Уилл описывает события прошедшего года в ходе встречи с юристом ACN Ребеккой Холлидэй. Риз Лэнсина не пускают на слушания в Конгрессе по поводу копирайта. Джим Харпер решает осветить президентскую кампанию Митта Ромни, чтобы забыть о расставании с Мэгги. Для его замены Мак приглашает продюсера ACN в округе Вашингтон Джерри Дантана. Мэгги живёт с Доном, но вскоре тот находит видео, где она признаётся в любви к Джиму. Уилл сталкивается с общественным порицанием из-за того, что назвал Чайную партию "американским Талибаном", из-за чего Риза и не пустили на слушания. Гость "Вечерних новостей" Сайрус Вест даёт Джерри наводку на секретную военную операцию "Генуя" (отсылка к бывшей в действительности Operation Tailwind). Действие эпизода происходит с 23 августа по 12 сентября 2011 года. |   |                                                       |                     |                                                                                    |                   |                        |
| 12 | 2 | «Операция "Генуя"»                                    | Джереми Подесва     | Сюжет: Дана Леду Миллер, Адам Р. Перлман и Аарон Соркин Телесценарий: Аарон Соркин | июль 21, 2013     | 1,88                   |
| Джим знакомится с репортёром Холли Шиа, также освещающей турне Ромни. Чарли Скиннер отстраняет от участия в специальном эфире о десятилетии трагедии 11 сентября из-за его высказываний Уилла. Мэгги и Слоун пытаются связаться с опубликовавшим видео с признанием Мэгги, чтобы договориться об его удалении. Однако Лиза, лучшая подруга Мэгги, после ознакомления с роликом решает прекратить с ней всякие отношения. Из-за этого Мэгги решает отправиться для съёмок сюжета в Африке. Дон пытается убедить Макэвоя усилить освещение убийства Троя Дэвиса. Джерри Дантана рассказывает Маккензи об операции "Генуя", в ходе которой при освобождении двух морских пехотинцев командование специальных операций Корпуса морской пехоты США применило зарин. В ходе акций Захвати Уолл-стрит Нила арестовывают. и вызволять его из участка отправляется Уилл. Эпизод длится с 25 августа по 21 сентября 2011 года. |   |                                                       |                     |                                                                                    |                   |                        |
| 13 | 3 | «Билли Фос»                                           | Лесли Линка Глаттер | Сюжет: Майкл Ганн, Элизабет Петерсон и Аарон Соркин Телесценарий: Аарон Соркин     | июль 28, 2013     | 1,80                   |
| Уилл просит Нину Говард не публиковать историю о своём отстранении от специального эфира. Джерри и Мак встречаются с сержантом Эриком Суини, подтверждающим реальность операции "Генуя", после чего показывают сюжет Чарли Скиннеру. Мэгги готовится уехать в Африку. Нил просит Мака разрешить снять репортаж об участниках "Захвати Уолл-стрит", та в итоге предлагает ему пригласить участников движения в прямой эфир к Уиллу. Джим выражает недовольство игнорирование предвыборным штабом вопросов журналистов и скупость на комментарии. Поддержавших его Холли и Стилмана высаживают, и они решают самостоятельно следовать за Ромни. Джерри собирает команду для дальнейшей работы над историей об операции "Генуя", и в итоге находят описание всех событий в Twitter. События серии происходят с 23 по 30 сентября 2011 года. |   |                                                       |                     |                                                                                    |                   |                        |
| 14 | 4 | «Непредвиденные последствия»                          | Карл Франклин       | Аарон Соркин                                                                       | август 4, 2013    | 1,62                   |
| Ребекка Холлидэй интервьюирует Мэгги о событиях прошедшего года. Журналистка и продюсер Гэри Купер отправились в Уганду для освещения работы американских войск, в местном приюте она знакомится с мальчиком Дэниэлом, который погибает у неё на руках во время ночного налёта бандитов. Поездка отменяется, и Мэгги проходит психиатрическую экспертизу, после чего начинает принимать лекарства. Макэвой в ходе интервью с активисткой Захвати Уолл-Стрит Шелли,удаётся выставить её соратников в негативном ключе. Джерри и Нил узнаёт, что она знает человека, знакомого с событиями "Генуи", но активистка требует извинений от Уилла. Знакомый Шелли передаёт написанный им доклад для общественной организации, где документально подтверждается применение химического оружия. Джима оскорбляет пресс-секретарь предвыборного турне Ромни Тэйлор Уоррен, а обещанное ею 30-минутное интервью с политиком достаётся Холли. Действие эпизода происходит с 30 сентября по 3 октября 2011 года. Встреча Ребекки и Мэгги происходит несколько месяцев спустя. |   |                                                       |                     |                                                                                    |                   |                        |
| 15 | 5 | «Вечерние новости с Уиллом Макэвоем»                  | Алан Пол            | Аарон Соркин                                                                       | август 11, 2013   | 1,82                   |
| Уилл узнаёт о смерти отца. С ACN связывает семейная пара, выдающая себя за жертвы бомбардировок в Сирии. Бывший парень Слоун выкладывает в интернет её обнажённые фотографии. Студент Рутгерского университета после эфира с Уиллом обвиняет Мак в том, что она отговаривала молодого человека от каминг-аута. В репортаже об убитом Трейворе Мартине были допущены серьёзные ошибки. Дон пытается исправить собственный комментарий, данный журналисту WorldNetDaily. Конфиденциальный источник даёт Скиннеру грузовой манифест операции "Генуя", под секретным пунктом в котором Чарли подразумевает зарин. Джим подозревает, что Мэгги начала пить, чтобы забыть события в Африке. События серии происходят 16 марта 2012 года. |   |                                                       |                     |                                                                                    |                   |                        |
| 16 | 6 | «Лишний шаг»                                          | Джулиан Фарино      | Аарон Соркин                                                                       | август 18, 2013   | 1,89                   |
| Коллектив Вечерних новостей впервые созывает Red Team, чтобы обсудить операцию "Генуя". Чарли Скиннер считает историю неготовой для эфира, команда находит новый источник - бывшего генерала морской пехоты Стомтоновича. Чарли и Мак отправляются к нему в гости, он соглашается на интервью. Джерри берёт интервью у военного только после ухода Маккензи, о чём её генерал попросил лично. Стомтонович рассказывает о наличии у военных зарина и оправданность его использования, но не подтверждает его применение в операции "Генуя". Вернувшись в офис, Джерри с помощью монтажа делает видео. в котором военный подтвердил применение газа. После этого созывается второе совещание красной команды, но Чарли стоит на своём. Холли делает двойное свидание для Джима вместе со своей подругой и Нилом. Tейлор Уоррен рассказывает Джиму о своём увольнении. Уиллу приходится изменить имидж чтобы вернуть любовь публики, для чего телеканал использует фокус-группы. Спустя несколько месяцев ACN получает звонок от считавшегося мёртвым Лэнса Корпорала, участвовавшего в операции. Позже, Чарли рассказывает свою версию прошедших событий Ребекке, называя историю об операции "Генуя" неправдой. Действие эпизода происходит между 21 марта и 25 августа 2012 года. |   |                                                       |                     |                                                                                    |                   |                        |
| 17 | 7 | «3-е совещание команды красных»                       | Энтони Хемингуэй    | Аарон Соркин                                                                       | август 25, 2013   | 1,47                   |
| Ребекка Холлидэй опрашивает сотрудников "Вечерних новостей" чтобы узнать, как они не смогли раскусить фальшивость сюжета об операции "Генуя". Флэшбек возвращает зрителя на несколько месяцев назад. На третьем совещании Уилл сообщает о схожей истории, которую он слышал от собственного источника. Чарли считает сюжет готовым к эфиру, премьера запланирована на 9 сентября. С подачи ряда источников, на следующий день команда решает перепроверить имеющуюся информацию. Маккензи обнаруживает признаки монтажа в материале Джерри, после чего увольняет его. Обнаруживаются проблемы с имевшимися источниками: Сайрус Вест имел политические амбиции, Эрик Суини - черепно-мозговую травму, информатор Чарли хотел отомстить ему за старую публикацию (ставшую причиной суицида сына чиновника); Лэнс Корпорал использовал имевшиеся данные из СМИ. Уилл, Чарли и Мак готовы подать в отставку, но CEO AWM Леона отказывается её принять. Действие эпизода разворачивается с 9 по 111 сентябрь, финальная сцена происходит ранним утром 6 ноября 2012 года. |   |                                                       |                     |                                                                                    |                   |                        |
| 18 | 8 | «Ночь выборов, Часть I»                               | Джейсон Энслер      | Аарон Соркин                                                                       | сентябрь 8, 2013  | 1,76                   |
| Уилл, Чарли и Мак пытаются убедить руководство телеканала принять их отставку. Тейлор Уоррен приглашается в вечерний эфир ACN, посвящённый президентским выборам. Она даёт Мэгги информацию о кандидате в штате Калифорния, критикующем высказывания Тодда Акина, но несколько лет назад выступившем с аналогичным комментарием на тему изнасилований и абортов. Окружение этого политика, в обмен на замалчивание истории, предлагает собственный инсайд. По нему, глава ЦРУ Дэвид Петреус подаст в отставку из-за любовной интриги. Слоун обнаруживает среди проданных экспонатов на благотворительном аукционе книгу со своим автографом, которого она не давала. Она обращается к Нилу с просьбой найти покупателя, в то время как Маккензи просит Нила убрать ошибочную информацию о себе в Википедии. Дон сообщает Ребекке, что его имя будет упоминаться в иске Джерри Донтаны. Уилл рассказывает Мак, что её уволят после окончания предвыборного ночного шоу. Действие разворачивается в канун выборной ночи 6 ноября 2012 года. |   |                                                       |                     |                                                                                    |                   |                        |
| 19 | 9 | «Ночь выборов, Часть II»                              | Алан Пол            | Аарон Соркин                                                                       | сентябрь 15, 2013 | 1,67                   |
| ACN решает продолжить разработку истории о калифорнийском кандидате, а не о Петреусе. Леона даёт Ризу право самому решить вопрос об увольнении Уилла, Чарли и Мака. Уилл узнаёт о планах высокопоставленных сотрудников покинуть телеканал из-за скандала с "Генуей". Джим узнаёт о подработке бывшей подруги Мэгги Лиза, и просит её помириться с Мэгги. Слоун понимает, что покупателем книги был Дон. Чтобы исправить ошибку в Википедии, Нил предлагает Джиму передать Холли уже написанную им статью, в котором Маккензи уточняет спорный элемент биографии. Холли публикует статью как подарок от "новых медиа". Риз отказывается принять отставку, но Уилл и Чарли уж решили не отказываться от неё. Уилл просит мак выйти за него замуж, она соглашаетсяcelebrates. Серия происходит в выборную ночь 6 ноября 2012 года. |   |                                                       |                     |                                                                                    |                   |                        |

### Сезон 3 (2014)
| No. | # | Название               | Режиссёр         | Сценарист                                                       | Дата выхода      | Зрители США (миллионы) |
| --- | - | ---------------------- | ---------------- | --------------------------------------------------------------- | ---------------- | ---------------------- |
| 20 | 1 | «Бостон»               | Энтони Хемингуэй | Аарон Соркин                                                    | ноябрь 9, 2014   | 1,21                   |
| Потеряв много зрителей из-за операции "Генуя", новостной отдел освещает взрывы на Бостонском марафоне с большей осторожностью, отправив туда Мэгги и Эллиота. Слоун с помощью компьютерной программы, позволяющей детально изучать финансовую информацию, решает поверить подруге, сообщившей о возможной продаже одной компании. Риз даёт Слоун корпоративные данные, показывающие большие финансовые потери. С Нилом связывается анонимный источник, полученные документы от которого свидетельствуют о беспорядках за рубежом. Нил просит его прислать дополнительные документы, и указывает как это сделать. Узнав об этом, редакция понимает, что их коллега может стать обвиняемым в шпионаже. Уилл после данных о падении ACN на четвёртое место, сообщает о своём увольнении. Слоун осознаёт, что речь идёт о возможной продаже AWM в рамках враждебного поглощения сводными братом и сестрой Риза. Команда решает перепроверить информацию о местонахождении одного из организаторов теракта. Уилл отказывается от отставки, решив поддержать Риза и прося оказать Нилу юридическую поддержку. Временными рамками серии является период с 15 по 19 апреля 2013 года. |   |                        |                  |                                                                 |                  |                        |
| 21 | 2 | «Беги»                 | Грег Моттола     | Аарон Соркин                                                    | ноябрь 16, 2014  | 1,28                   |
| Чарли и Риз решают бороться с попытками его сводных родственников Рэнди и Блэр захватить компанию. Леона предлагает выкупить их акции по более высокой цене. Нил и Уилл встречаются с Ребеккой для обсуждения сложившейся правовой ситуации, по её словам он совершил шпионаж, а телеканал не должен раскручивать этот сюжет. Маккензи расспрашивает подругу Молли, работающую в ФБР, по поводу обвинений в шпионаже и СМИ. Та сообщает. что журналистов не обвиняют в шпионаже, максимум - в неуважении к суду, после чего Мак советует заняться историей Нила. Мэгги в ходе телефонного интервью с сотрудником агентства по охране окружающей среды Ричардом слышит его неприятное высказывание о президенте. Журналистка сообщает собеседнику об услышанном комментарии, но тот просит не нарушать журналистскую этику и не раскручивать этот сюжет. После этого Ричард даёт ей эксклюзивный материал о превышении уровня углекислого газа, существовавшего миллионы лет. Дон сообщает Слоун, что купил акции после ей новостного сюжета. Обозревательница опасается, что их отношения могут нарушать кодекс ACN, о серьёзности которых она ненароком рассказала Джиму. Холли в середине ночи с твиттер-аккаунта ACN публикует сообщение, в котором шутит над событиями Бостонского марафона и республиканцами. Хотя сообщение быстро удаляется, Чарли решает уволить её. В ходе обсуждения ситуации Нила с Ребеккой, Уилл понимает надёжность его источника (касательно событий в Экваториальном Кунду). Уилл просит коллегу назвать свой источник, после чего просит покинуть город. ФБР приходит с ордером на обыск помещений ACN, Молли обещает арест Нила в случае его содействия источнику. Нил покидает здание телеканала, уничтожает телефон и записку Нила. Действие эпизода происходит 20 апреля 2013 года. |   |                        |                  |                                                                 |                  |                        |
| 22 | 3 | «Министерство юстиции» | Алан Пол         | Сюжет: Джон Ловетт и Аарон Соркин Телесценарий: Аарон Соркин    | ноябрь 23, 2014  | 1,19                   |
| Новостники угрожают агентам ФБР начать прямую трансляцию их обыска. Леона и Риз сообщают Чарли, что вынуждены продать телеканал миллиардеру Лукасу Пруту. Дон встречается новым начальником отдела кадров Уайеттом, считающим реальными отношения между ним и Слоун. В ходе интервью с Уиллом Ричард частично опровергает материалы доклада, указывая на неизменность выбросов CO2. Редакция встречается с представителем генерального прокурора округа Вашингтон, чтобы обсуждать Нила, но не дают никакой информации кроме ранее сказанной самим Нилом. На торжественном мероприятии в Белом Доме к Чарли подходит незнакомая женщина, назвавшая себя источником Нила и предупредившая о вызове Уилла на большое жюри. События серии происходят 20 апреля 2013 года. |   |                        |                  |                                                                 |                  |                        |
| 23 | 4 | «Неповиновение»        | Энтони Хемингуэй | Сюжет: Дебора Шёнеман и Аарон Соркин Телесценарий: Аарон Соркин | ноябрь 30, 2014  | 1,38                   |
| Готовясь к выпуску сюжета о Кунду, команда связывается с первым журналистом, писавшем об этом, чья семья смогла покинуть страну. Мак встречается с Лили в Вашингтоне с просьбой увеличить дедлайн для развития истории, но та ничего не обещает. TРиз настаивает на невозможности выпустить сюжет. Прут демонстрирует своё видение телеканала, где важную роль будет играть пользовательский контент. Слоун и Дэн пытаются скрыть свои отношения от Уайетта. Чарли и Слоун продолжают поиск альтернативного покупателя для ACN, но пока безуспешно. Джим и Холли ругаются из-за взглядов на журналистику и расстаются после публикации ею колонки, где она рассказывает об их конфликте. Уилл отказывается назвать властям источник украденных документов, и по причине неуважения к суду его приговаривают к тюрьме. До отправки туда он женится на Мак в здании суда. Действие эпизода разворачивается с 27 апреля по 3 мая 2013 года. |   |                        |                  |                                                                 |                  |                        |
| 24 | 5 | «О, Шенандоа»          | Пол Либерштейн   | Аарон Соркин                                                    | декабрь 7, 2014  | 1,36                   |
| ACN продолжает добиться внимания молодой аудитории, Дону поручено сделать материал о студенческих изнасилованиях, а Слоун делает интервью с преемником Нила о новом мобильном приложении, позволяющем следить за звёздами. Уилл в тюрьме испытывает проблемы с сокамерником. Джим и Мэгги отправляются на поиски Эдварда Сноудена в российский аэропорт, в ходе поездки они осознают свои чувства друг к другу и целуются. Слоун в своём интервью дискредитирует нового сотрудника Aи Лукас увольняет её вместе с Мак. Чарли в ходе разговора с новым владельцем переживает сердечный приступ. К моменту выхода Уилла на свободу Чарли уже умер. Сюжет эпизода разворачивается с 3 мая по 24 июня 2013 года. |   |                        |                  |                                                                 |                  |                        |
| 25 | 6 | «Что это был за день»  | Алан Пол         | Аарон Соркин                                                    | декабрь 14, 2014 | 1,62                   |
| Основные события посвящены похоронам Чарли, серия флэшбеков посвящена тому, как его усилиями создавался новый формат "Вечерних новостей" и событиям из жизни Уилла и Маккензи. Нил возвращается из Венесуэлы, и разочарованный работой команды ACN Digital решает всё исправить. Прут для сглаживания своих негативных отношений к женщинам назначает Мак на место Чарли. Она назначает Джима главным продюсером программы, и объявляет Уиллу о своей беременности. Мэгги переезжает в Вашингтон для работы в качестве продюсера, но сохраняет свои отношения с Джимом. События разворачиваются 27 июня 2013 года, флэшбеки происходят тремя годами ранее. |   |                        |                  |                                                                 |                  |                        |